# Centaurea achtarovii
Centaurea achtarovii — вид квіткових рослин айстрових (Asteraceae). Ендемік пд.-зх. Болгарії (Пірін-планина).

## Середовище
Росте на кам'янистих луках біля межі лісу та в субальпійських карликових і ялівцевих чагарниках, на вапняках. Зареєстрований у Пірінських горах на висотах (1700)2200—2600 метрів.

## Морфологія та біологія
Багаторічник, з коротким кореневищем. Стебло 2–12(20) см, просте, прямовисне, запушене. Листки в прикореневій розетці, широкоеліптично-лопатчасті, цілісні, рідко перистороздільні; густо біло чи сіро запушений з обох боків. Квіткова голова одинарна, 3–4 см ушир. Внутрішні квіточки трубчасті, блакитно-фіолетові з пурпуровими пиляками; периферійні квіточки променисті, від блакитного до фіолетового. Сім'янки довжиною 4—5 мм. Папус довжиною до 0,5 мм. Період цвітіння: липень і серпень. Період плодіння: серпень і вересень. Запилення комахами. Розмноження насінням, яке переносять мурахи.

## Загрози й охорона
Загрозами є розвиток туристичних об'єктів, ерозія, низький репродуктивний та міграційний потенціал; обмежене поширення. Вид охороняється законом про біорізноманіття. Значна частина популяцій перебуває в межах Пірінського національного парку.